# Liga Patriótica (Estonia)
La Liga Patriótica (en estonio: Isamaaliit) fue un movimiento político estonio, quién durante los años 1935 y 1940, fue el único movimiento político legal del país.

## Historia
Tras el autogolpe de Estado realizado por Konstantin Päts en 1934, todos los partidos políticos del país, incluyendo el Partido de los Colonos y Pequeños Propietarios liderados por Päts, fueron ilegalizados. La Liga Patriótica fue creada el 9 de marzo de 1935 como el único partido legal del país, evitando cualquier partido de oposición.
Entre el 12 y el 16 de diciembre de 1936, se realizaron elecciones parlamentarias, y también para votar por una nueva constitución.  Los candidatos de la Liga Patriótica se postularon sin oposición en 50 de los 80 escaños, aunque la victoria de este partido ya estaba asegurado, debido a que no hubo ningún otro partido que le podían hacerle competencia.
Previo a las elecciones parlamentarias de 1938, la Liga Patriótica formó el Frente Nacional para la Implementación de la Constitución para postularse en las elecciones, pero el Frente era efectivamente la misma organización.